# Пажгерь
Пажгерь — река в Бабаевском районе Вологодской области России, левый приток Колпи. Длина реки составляет 10 км.
Течёт по территории Бабаевского района с севера на юг, впадает в Колпь на территории городского поселения Бабаево выше деревни Бабаево, в 93 км от устья Колпи. Крупных притоков и населённых пунктов на берегах нет.
Высота истока — 159 м над уровнем моря. Высота устья — 131 м над уровнем моря.

## Данные водного реестра
По данным государственного водного реестра России относится к Верхневолжскому бассейновому округу, водохозяйственный участок реки — Суда от истока и до устья, речной подбассейн реки — Реки бассейна Рыбинского водохранилища. Речной бассейн реки — (Верхняя) Волга до Куйбышевского водохранилища (без бассейна Оки).
Код объекта в государственном водном реестре — 08010200212110000007777.